# Thadeosaurus
Thadeosaurus var ett släkte reptiler som levde under slutet av perm. Fossil av Thadeosaurus har påträffats på Madagaskar. Den enda kända arten är Thadeosaurus colcanapi.
Thadeosaurus blev omkring 60 centimeter lång, av vilket 40 centimeter utgjordes av svansen. Den hade även mycket långa kloförsedda tår, de längsta tårna satt ytterst och förblev i kontakt med marken då den gick. Även bröstbenet var kraftigt.